# Passeier

Südtirolkarte mit markiertem Passeiertal und angrenzenden Gemeinden

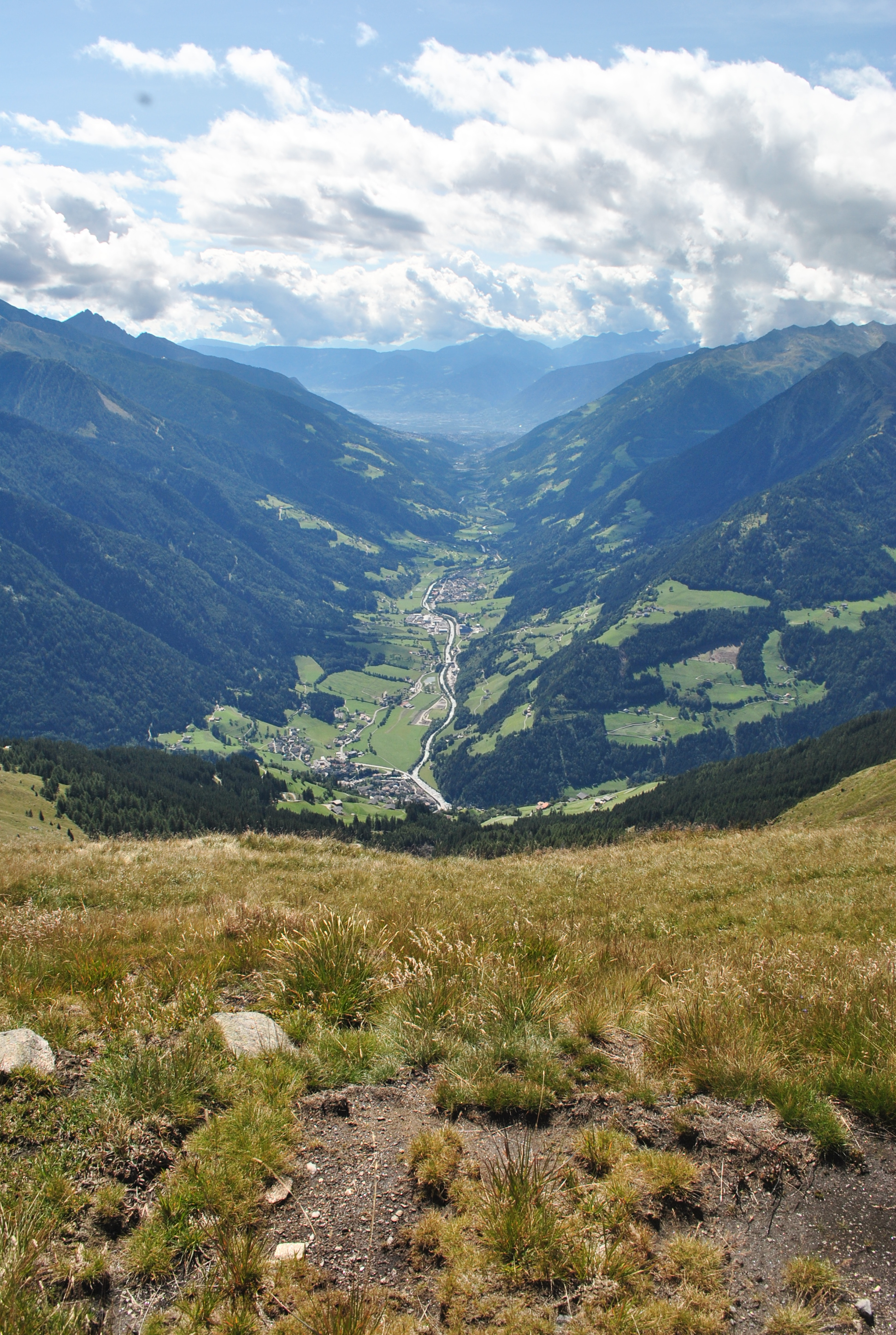
Blick über Vorderpasseier vom Glaitner Hochjoch

Passeier, auch Passeiertal (italienisch: Passiria, oder auch Val Passiria), ist ein Gebirgstal in Südtirol (Italien), nördlich von Meran.

## Geographie
Das Tal der Passer ist ein linkes Seitental des Etschtals. Flussaufwärts betrachtet, zieht es sich von Meran knapp 50 km nordöstlich bis St. Leonhard in Passeier hin, von dort Richtung Nordwesten zum Timmelsjoch am Alpenhauptkamm (Staatsgrenze zu Österreich und Übergang ins Ötztal). Auf dieser Strecke umfasst das Tal, das morphologisch in Vorder- und Hinterpasseier unterteilt wird, verschiedene Klima- und Vegetationszonen.

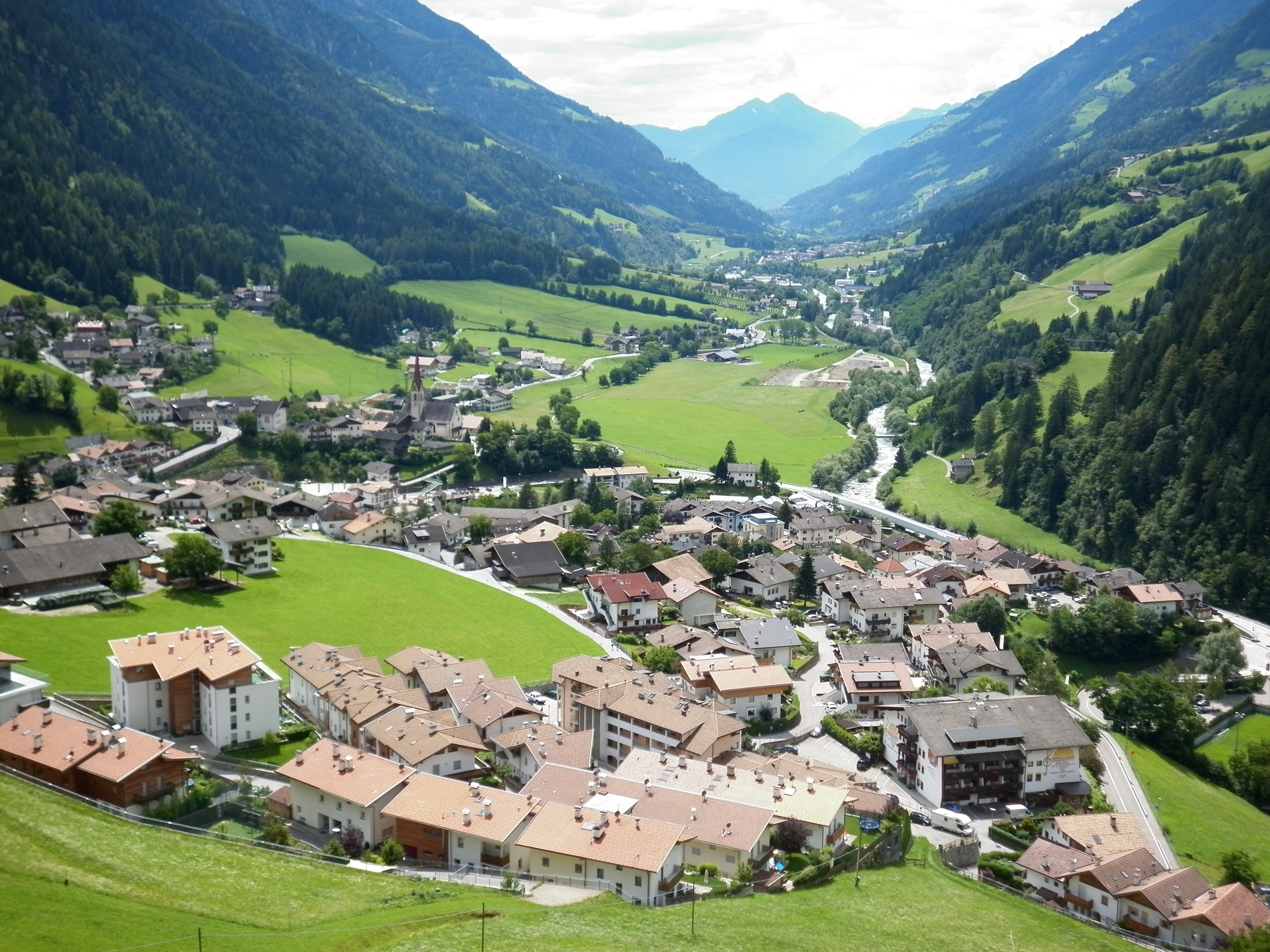
Passeier bei St. Leonhard

Vorderpasseier steigt aus der durch Weinreben und mediterrane Vegetation geprägten Randzone des Meraner Beckens über Obstplantagen und Weiden bis St. Leonhard auf einer Strecke von ca. 20 km allmählich von ca. 500 m auf ca. 700 m an. Eingerahmt wird es dabei ostseitig von Bergen der Sarntaler Alpen und westseitig von der Texelgruppe, die zu den Ötztaler Alpen gerechnet wird. Hinterpasseier oberhalb von St. Leonhard ist naturbelassen, steil ansteigend und weist ein alpines Klima auf; bis in das späte Frühjahr liegt in den Höhenlagen Schnee. Wasserfälle stürzen von den Berghängen; die kleinen Dörfer, die von der Almwirtschaft leben, liegen größtenteils hoch über dem Talboden. Auf knapp 30 km überwindet die Straße zum Timmelsjoch (2474 m) eine Höhe von fast 1800 m. Die Vegetation ist hochalpin; im Sommer ist die Landschaft für ausgedehnte Alpenrosenfelder bekannt. Westseitig wird Hinterpasseier von den Ötztaler Alpen begleitet, die ostseitig gelegenen Berge zählen zu den Stubaier Alpen.

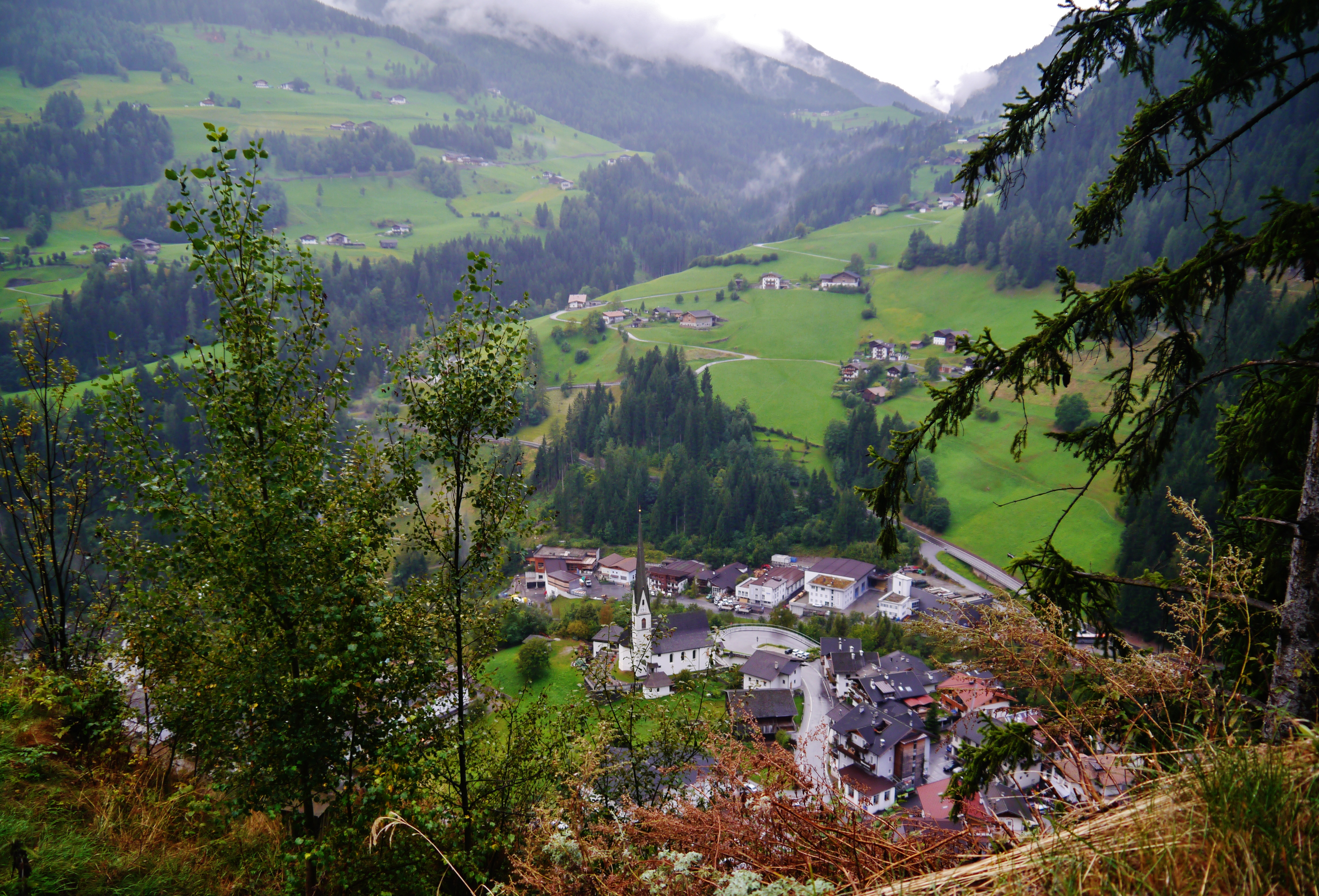
Hinterpasseier bei Moos

Geologisch unterscheidet man in Passeier folgende Zonen:
- die Zone der Alten Gneise am Taleingang im Süden
- den Schneebergzug im Zentrum
- den Ötztal-Stubai-Kristallin im Norden

### Verwaltung
Die Passeirer Gemeinden sind:
- Kuens,
- Moos,
- Riffian,
- St. Leonhard,
- St. Martin.

Teile des Taleingangsbereichs liegen zudem in den Gemeinden:
- Meran,
- Schenna,
- Tirol.

Alle acht bilden mit weiteren Gemeinden die Bezirksgemeinschaft Burggrafenamt.
Weite Teile der westlichen Talflanken bis zum Timmelsjoch sind im Naturpark Texelgruppe unter Schutz gestellt.

### Seitentäler
Die bedeutendsten Seitentäler auf der orographisch rechten, westlichen Seite sind das Seebertal, das Pfelderer Tal, das Kalmtal und das Spronser Tal, auf der orographisch linken das Timmelstal und das Waltental.

## Etymologie
Der Name wurde erstmals als passires amnis (‚Wildfluss Passires‘) in Arbeo von Freisings Vita Corbiniani aus dem Jahr 770 n. Chr. verschriftlicht. Alte Schriftzeugnisse sind u. a. Passir, Parseyr, Passeyer. Er geht ursprünglich auf die rätoromanische Besiedelung zurück. Er ist vermutlich auf pra de sura/prasura ‚obere Wiese‘ bzw. passura ‚Durchgang‘ zurückzuführen.
Vergleichbare Flurnamen (Persura) existieren etwa auch im Nordtiroler Paznaun, wo zudem der Flurname Persutt (‚untere Wiese‘) auftritt, sowie in den Lechtaler Alpen, wo es sowohl ein Parseiertal als auch eine Parseierspitze gibt. Diverse Hofnamen, etwa der Tscharfhof in Walten (rätoromanisch tscharva, ‚Hirsch‘), weisen ebenso auf die frühe rätoromanische Bevölkerung des Tals hin.

## Geschichte

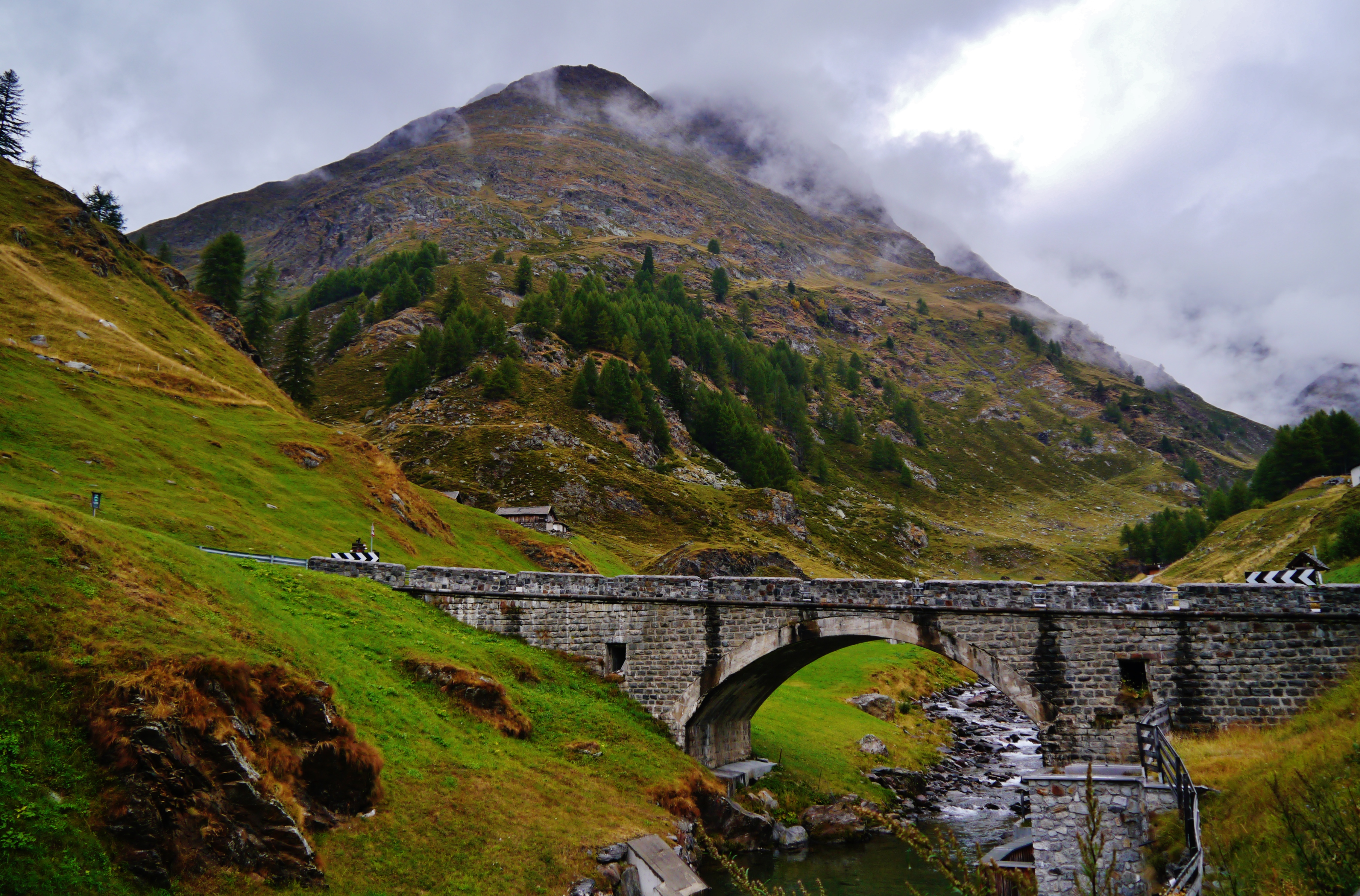
An der Straße zum Timmelsjoch

Wegen seiner Nord-Süd-Lage war Passeier ein historischer Fernhandelsweg. Saumpfade verbanden es über das Timmelsjoch mit dem Ötztal und dem oberen Inntal einerseits sowie über den Jaufenpass mit Sterzing, dem Brenner und Innsbruck andererseits. Wegen der Gabelung in beide Passrouten war St. Leonhard der strategisch wichtigste Handelsort in Passeier; dort wurden die Pferde gewechselt und die Waren umgeschlagen. Darauf zurückführbar ist möglicherweise der in St. Leonhard häufigste Familienname, Haller, welcher wiederum auf die Säumer (Salzfrächter, auch Haller genannt) zurückgeht, die Salz aus Nordtirol bzw. Wein aus Süd- und Welschtirol nach Meran transportierten.

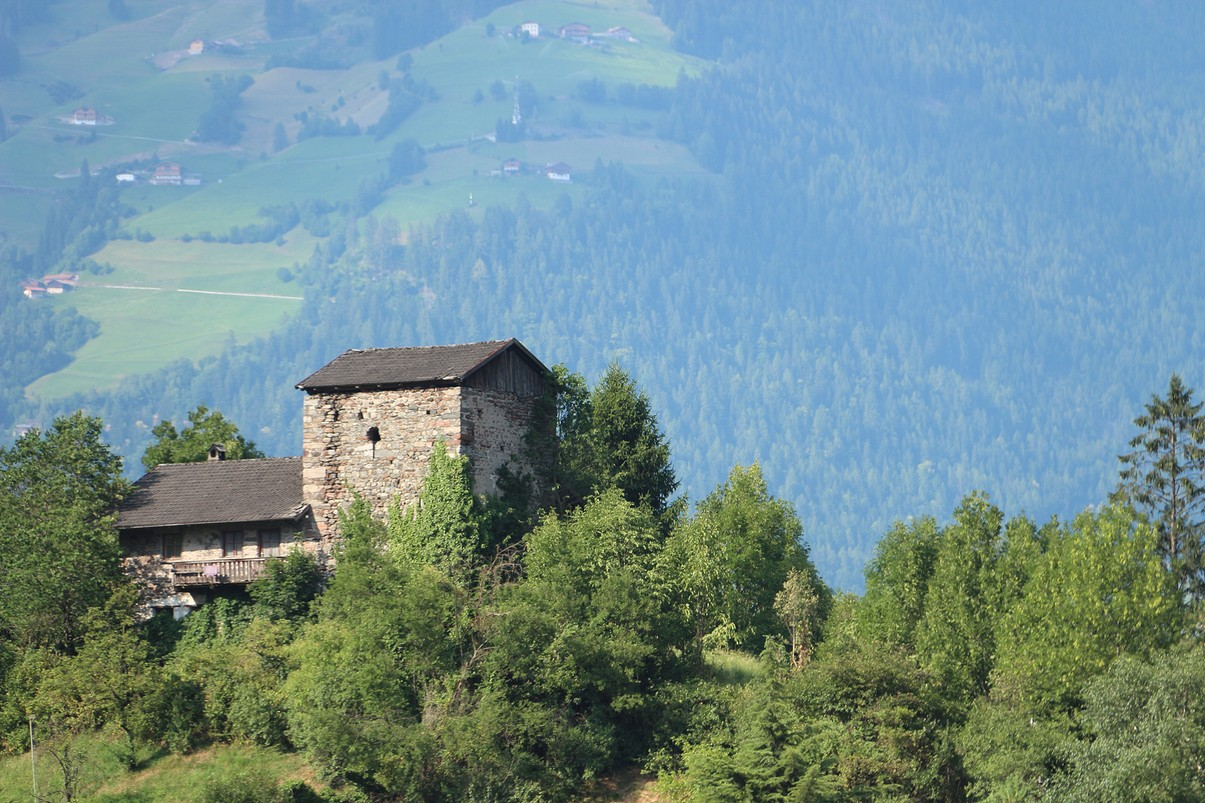
Der Schildhof „Pseirer“

Ab dem 14. Jahrhundert erwarben sich einige Ministerialen das Recht, in den niederen Adel aufzusteigen, wenn sie sich verpflichteten, dem Grafen von Tirol im Kriegsfall mit der Waffe zu dienen; im Gegenzug sicherte dieser Steuer- und Abgabenfreiheit zu. 11 dieser ehemaligen Bauern-Adelshöfe, die Passeirer Schildhöfe, sind erhalten; einer von ihnen in Saltaus ist zu einem Hotel der gehobenen Klasse umfunktioniert.
Bekannteste historische Persönlichkeit aus Passeier ist Andreas Hofer, der gescheiterte Tiroler Volksheld aus St. Leonhard (1810 in Mantua hingerichtet). Sein Geburtshaus, der Sandwirt, ist heute eine zentrale Touristenattraktion mit Dokumentationszentrum, Museum, zwei Gedenkkapellen und Gaststätte.

## Wirtschaft

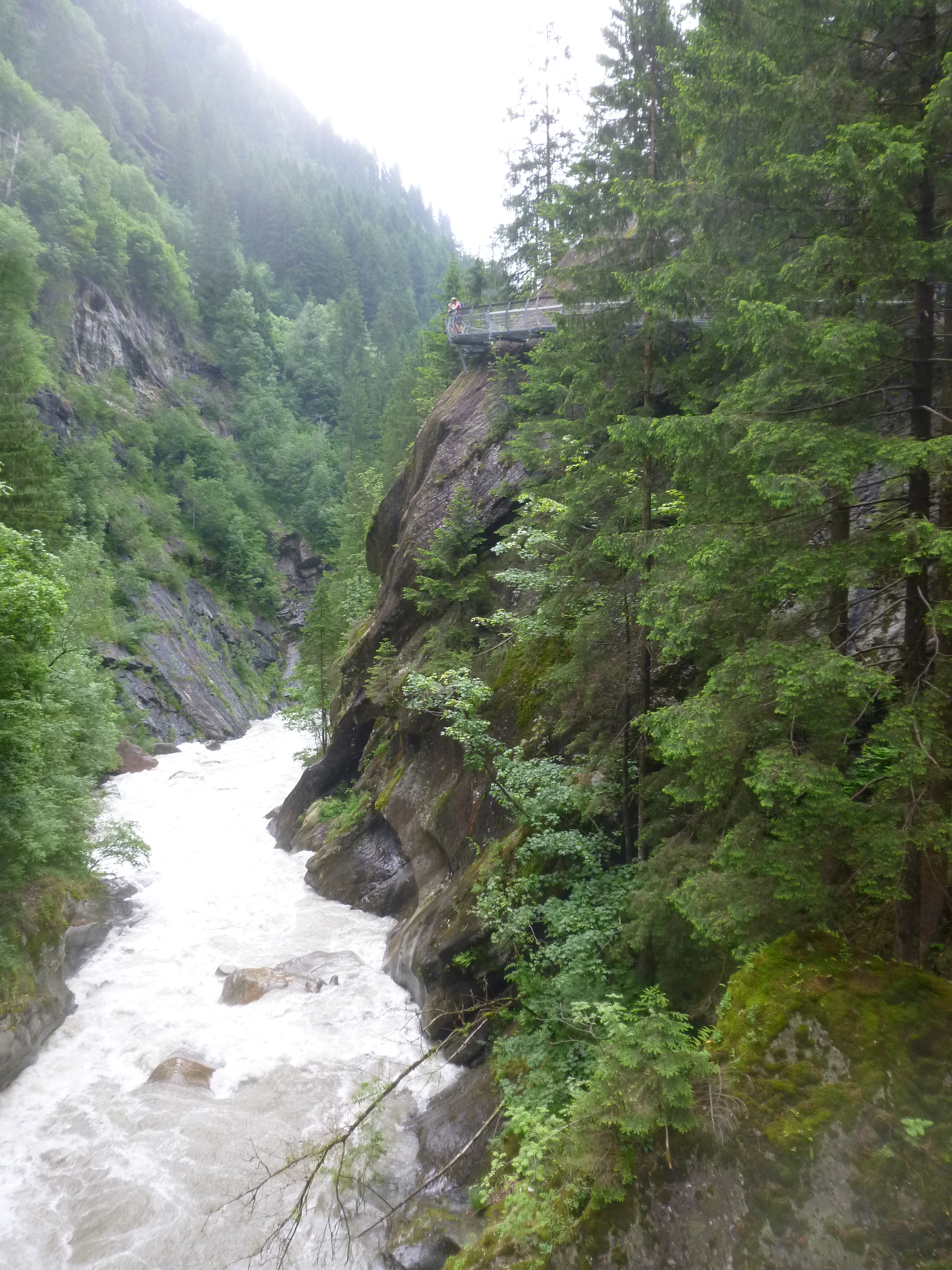
Passerschluchtenweg, seit 2015 ausgebaut

Der Tourismus ist heute Hauptwirtschaftszweig des Vorderpasseier. Traditionelle Hotels und Gasthöfe richten sich vor allem an Familienurlauber und Wanderer. Die historischen Waalwege im unteren Talabschnitt sind umfunktioniert zu beliebten Panorama-Wanderwegen. Alpine Wandergebiete sind vor allem das Gebiet um den Hirzer, das auch ein Zentrum fürs Gleitschirmfliegen ist, sowie der Naturpark Texelgruppe, in dem Teile der westlichen Talflanken unter Schutz gestellt sind.
Ende 2013 kündigte der größte Arbeitgeber des Passeiertals, die international tätige Firma Hoppe AG, die Schließung ihres Werkes in St. Martin an. Betroffen davon waren 158 Arbeitnehmer.
In St. Martin entstand im Zusammenhang mit einem 18-Loch-Golfplatz der neue Ortsteil Quellenhof (it. Sorgente), ein fast ganzjährig nutzbares Sport- und Wellness-Resort der gehobenen Kategorie.
Das Hinterpasseier besitzt für die kurze Sommersaison nur eingeschränkte touristische Einrichtungen. Allein das Pfelderer Tal, ein bei Moos abzweigendes Seitental der Passer, kennt auch im Winter eine Skisaison.

## Verkehr

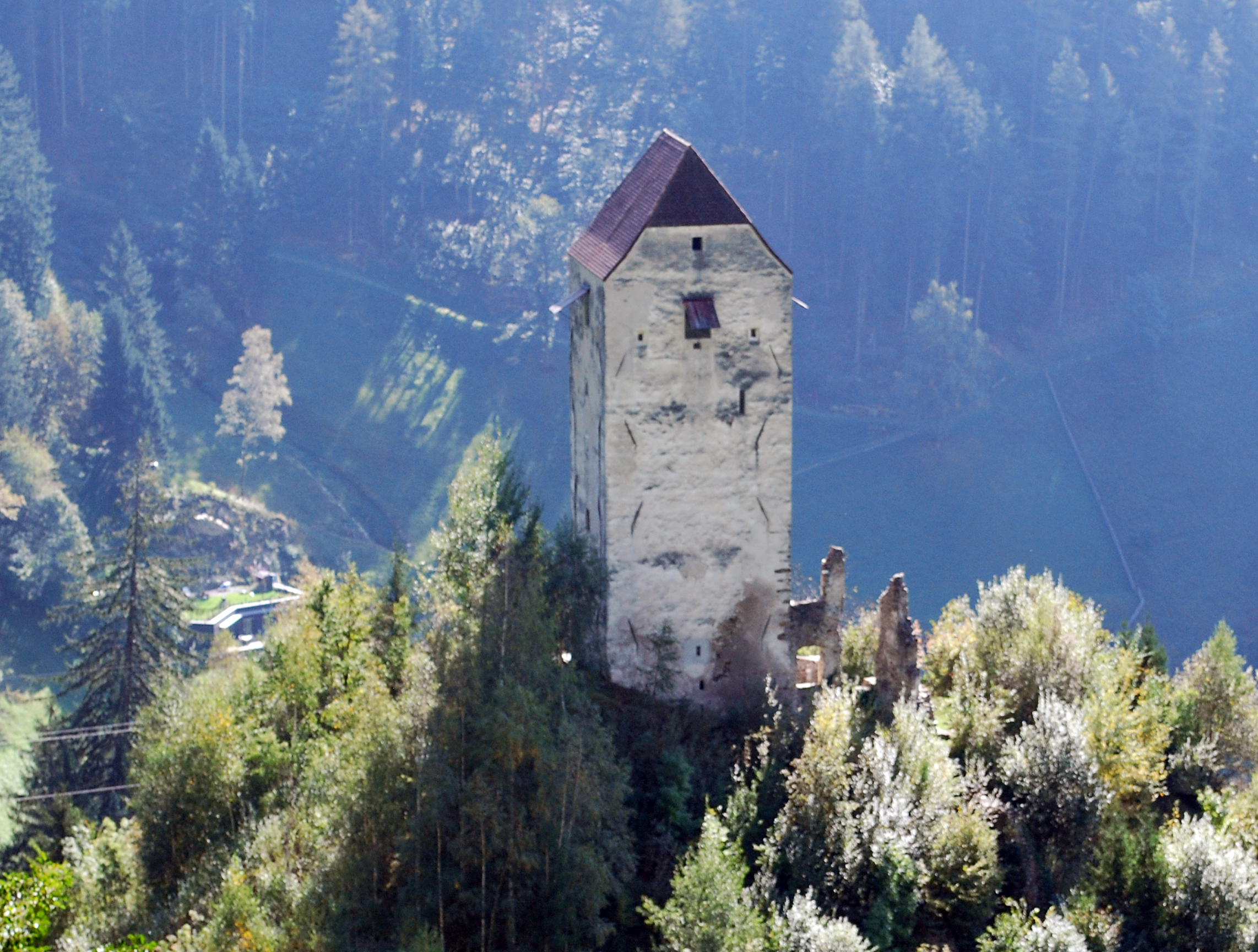
Die Jaufenburg an der Straße zum Jaufenpass

Für den Kraftverkehr ist Passeier in erster Linie durch die SS 44 erschlossen, die das Tal von Meran kommend durchquert, bei St. Leonhard ins Waltental abbiegt und über den Jaufenpass Richtung Wipptal führt. In St. Leonhard zweigt die SS 44 bis zum Timmelsjoch ab. Die Routen über den Jaufenpass und vor allem über das Timmelsjoch sind allerdings jedes Jahr aufgrund der Schneelage und der Lawinengefahr viele Monate lang gesperrt. Für den Radverkehr besteht die von Meran nach St. Leonhard führende Radroute 4 „Passeiertal“.

## Persönlichkeiten
- Joseph Ennemoser (1787–1854), Arzt und Wissenschaftler auf dem Gebiet des Mesmerismus/Thierischen Magnetismus im Vorlauf der Psychologie
- Karl Gufler (1919–1947), Widerstandskämpfer und Bandit
- Johannes Evangelist Haller (1825–1900), Provikar von Trient und Erzbischof von Salzburg
- Josef Valentin Haller, ehemaliger Bürgermeister von Meran und Tourismuspionier
- Joseph Haller (vor dem 3. März 1737–1773), Maler zur Zeit des Spätbarock, Hauptvertreter der „Barocken Passeirer Kunstschule“
- Johann Haller (1844–1906), Teilnehmer der Nordpolexpedition von Julius Payer
- Werner Heel (* 1982), Skirennläufer
- Andreas Hofer (1767–1810), Tiroler Volksheld, und seine Nachkommen (Familie Hofer von Passeyr)
- Georg Klotz (1919–1976), Kämpfer für die Einheit Tirols
- Eva Klotz (* 1951), Abgeordnete im Südtiroler Landtag
- Philipp J. Pamer (* 1985), Regisseur und Autor
- Alexander Pamer, Musiker
- Rosmarie Pamer (* 1971), Abgeordnete im Südtiroler Landtag, Landeshauptmannstellvertreterin
- Josef Pichler („Pseirer Josele“) (1765–1854), Erstbesteiger des Ortlers
- Herbert Pixner (* 1975), Musiker und Moderator
- Evelin Lanthaler (* 1991), Naturbahnrodeln Weltmeisterin 2015, Europameisterin 2016